# Južni Juti
Southern Ute (Južni Juti), malena skupina šošonskih bandi, danas pleme, koje pripada široj zajednici Ute. Sastoje se od bandi Mouache i Capote smještenih na rezervatu Southern Ute u jugozapadnom Coloradu. 
Glavno gradsko središte plemena je Ignacio.